# 放置座礁外国船

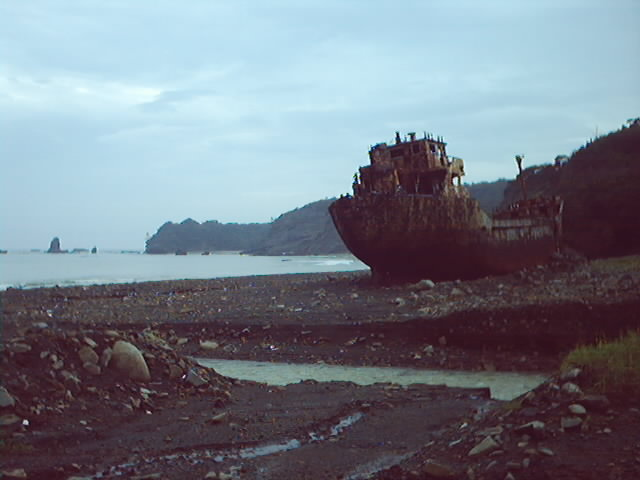
1993年の座礁以来、種子島犬城海岸（鹿児島県中種子町）で放置されていたパナマ船籍「NUGGETS No.7」（2003年6月）。2008年に撤去。

放置座礁外国船（ほうちざしょうがいこくせん）は、沿岸で座礁したまま放置された外国船で、船主側の撤去拒否や行方不明等で処理の見込みが立たない船のこと。

## 放置される原因
座礁した船の撤去には、多額の費用を要することとなるが、船主の財政難、船主責任保険（PI保険）未加入により費用が捻出できず、撤去が不能となるケースが多い。検査が簡単、又は殆ど検査を行わなくても登録が出来る国家に便宜置籍船として登録されるサブスタンダード船は、PI保険未加入である比率が高い。
2005年3月1日に改正船舶油濁損害賠償保障法が適用された後、日本に入港するためにはPI保険の加入が必要となったが、保険契約の不備等により保険金の支払いを拒絶される事例が生じた。
2007年4月17日に、宮城県亘理郡山元町の太平洋沖で座礁したセントビンセント・グレナディーン船籍の貨物船「JANE号」が良い例である。第二管区海上保安本部は、改正海洋汚染防止法を全国で初めて適用したが、撤去まで1年以上を要した。
海外売船されて外国籍船舶になり日本から出港した船舶が座礁し放置されるケースも多い。改正船舶油濁損害賠償保障法後、売船されたベリーズ船籍浚渫船「豊栄」が2010年12月23日に宮崎市折生迫で座礁し、2022年現在も放置されている。

## 問題点
- 燃料を搭載した船では、燃料である重油の流出事故を招くことがある。
- 漁業への被害や補償問題を招く。
- 誰も撤去しない場合、最終的には漂着先の都道府県が費用を負担し、解体することとなるが、座礁した海域によっては撤去の根拠となる法令が無い場合があり、都道府県による撤去さえできなかった。
- 2005年に改正された船舶油濁損害賠償保障法で、外国船籍船にPI保険への加入が要求されるようになったが、保険契約の不備などで保険金の支払いを拒絶される事案が生じ、結果として船舶撤去や漁業被害等の問題が放置されることとなった。

## 対応
- 「燃料油による汚染損害についての民事責任に関する国際条約」及び「2007年の難破物の除去に関するナイロビ国際条約（ナイロビ条約）」に対応するため、「船舶油濁損害賠償保障法」が2019年5月に改正され「船舶油濁等損害賠償保障法」となった。 海難事故において保険会社から保険金が支払われず、船舶所有者による賠償もなされない事例が発生したことを受け、国際条約の国内法制化により、被害者への賠償が確実に実施されるようにするためであるとされている。
- 「海岸法」が2014年に改正され、海岸管理者は、海岸保全区域内で座礁等した船舶が海岸保全施設を損傷等するおそれがある場合等に、船舶所有者に対し、当該船舶の撤去等を命令でき、所有者が命令に従わない場合、行政代執行が可能となった。（改正前の海岸法では、海岸保全区域内の海域において座礁し、放置された船舶を撤去させることができなかった。）

## ギャラリー

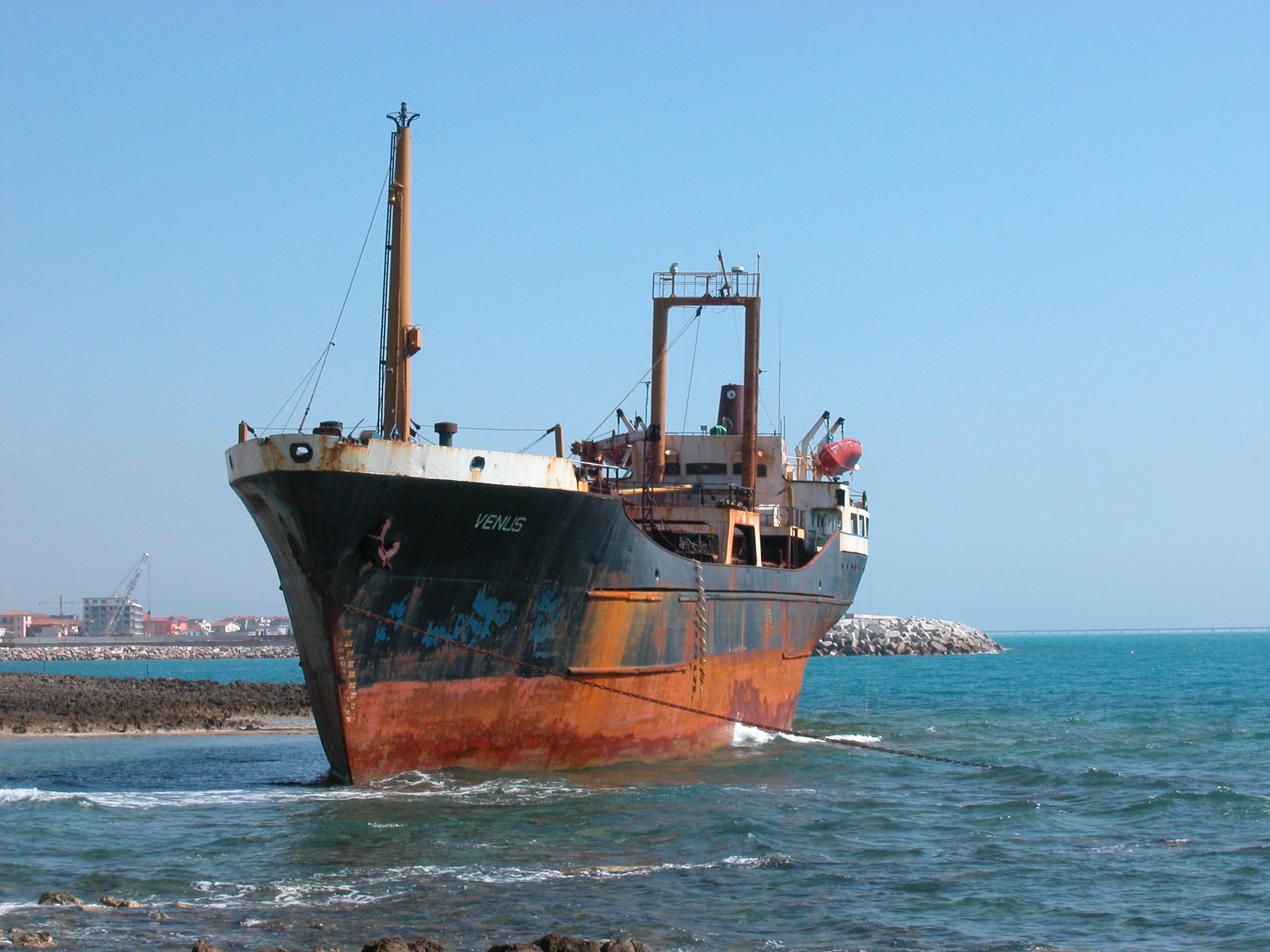
イタリアのCastiglioncelloで座礁した貨物船 VENUS号 (IMO: 7028207)
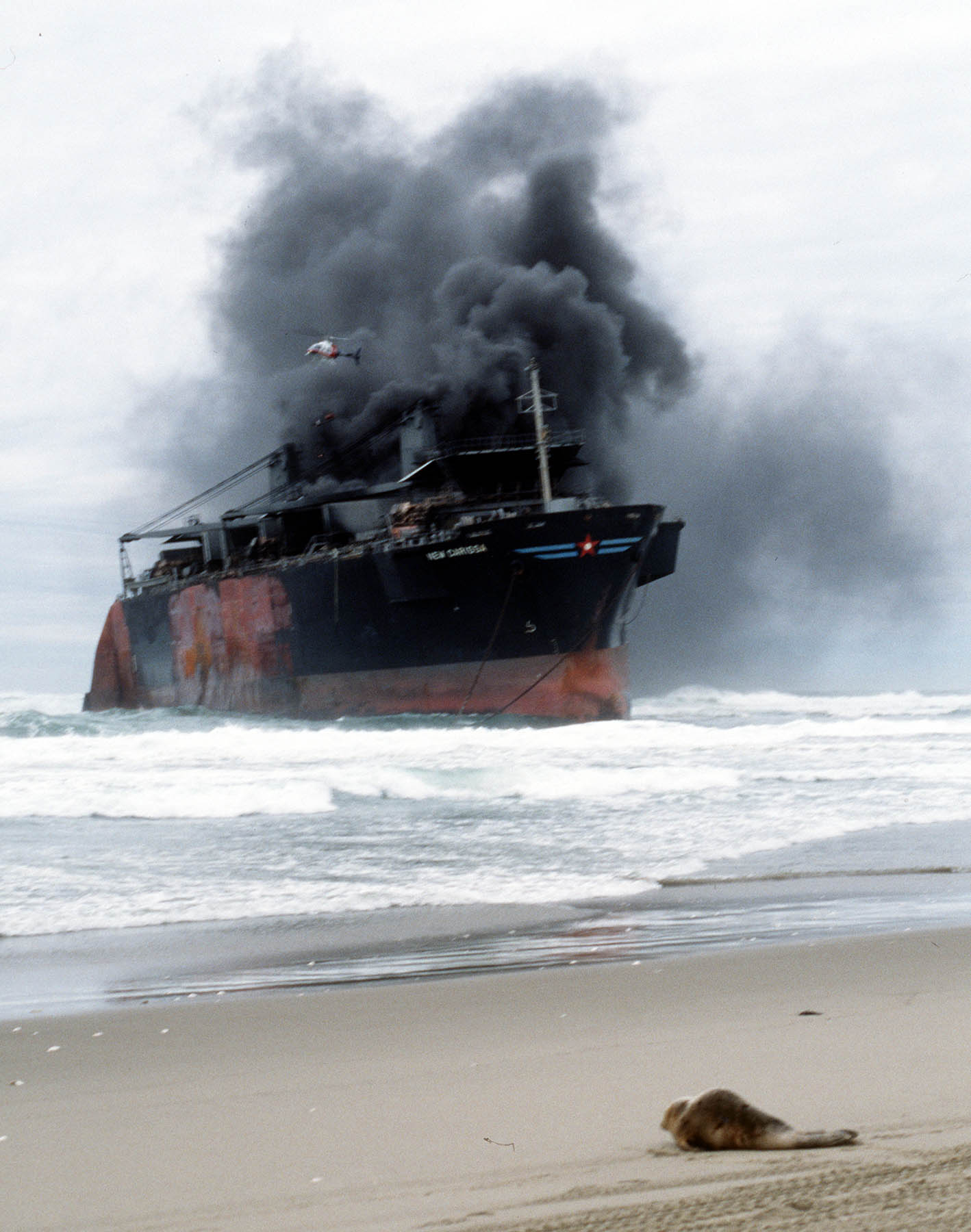
New Carissa号の座礁。アメリカオレゴン州の海岸、クーズベイの1マイル北側、1999年2月4日。400,000 ガロンの油を積載しており、油の流出を引き起こした。